# 蔡泽 (北朝)
蔡泽（？—580年），陈留郡圉县（今河南省开封市杞县）人，西魏、北周官员。

## 生平
蔡泽很好学，有才能，在以西魏广平王元赞参军、丞相府兼记室为起家官，加号宣威将军、给事中。西魏废帝二年（553年），蔡泽跟随尉迟迥平定巴蜀，加帅都督，获赐爵安弥县男。蔡泽又稍微升任司辂下大夫、车骑大将军、仪同三司、澧州刺史，在澧州收受贿赂被起诉，受贿的罪行很清楚。总管代王宇文达认为蔡泽是功臣的子弟，不能施加刑罚；如果不能执法而宽面蔡泽，又不是侍奉君主的体统。宇文达于是命令有关部门，详细的审查询问，用密表上奏此事。这件事最后得以宽释，最终朝廷也不提及。蔡泽后出任䢵州刺史，大象二年（580年），司马消难起兵反对杨坚，蔡泽没有跟从，被司马消难杀害。

## 家庭

### 曾祖
- 蔡绍，北魏夏州镇将

### 祖父
- 蔡护，北魏陈留郡太守

### 父亲
- 蔡袭，西魏岐夏二州刺史、平舒县伯

### 兄弟
- 蔡祐，北周大将军、开府仪同三司、宜州刺史、怀宁庄公

### 子女
- 蔡建，伏波将军、酒泉郡太守[6]